# Attentato di Afula del 2003
L'attentato di Afula del 2003 fu un attacco terroristico avvenuto il 19 maggio 2003, in cui un attentatore suicida palestinese si fece esplodere fuori dal centro commerciale "Shaarei HaAmakim" ad Afula, in Israele, uccidendo 3 israeliani e ferendone 70.
Sia la Jihad islamica palestinese che le Brigate dei Martiri di al-Aqsa rivendicarono l'attentato.

## L'attentato
Lunedì 19 maggio 2003 alle 17:14, un attentatore suicida palestinese si avvicinò all'ingresso del centro commerciale "Shaarei HaAmakim" nella città di Afula, nel nord di Israele. L'attentatore suicida azionò l'esplosivo nascosto sotto i suoi vestiti quando si avvicinò a delle guardie di sicurezza all'ingresso per un'ispezione. Nell'attacco morirono tre persone (due guardie giurate e un acquirente) e 70 rimasero ferite.

### Vittime
- Avi Zerihan, 36 anni, di Beit She'an;[6]
- Hassan Ismail Tawatha, 41 anni, di Jisr az-Zarqa;[7]
- Kiryl Shremko, 22 anni, di Afula.[8]

### Responsabili
Dopo l'attacco, sia la Jihad islamica palestinese che le Brigate dei Martiri di al-Aqsa rivendicarono la responsabilità dell'attacco e affermarono che l'attentatore suicida era una donna palestinese di 19 anni di nome Hiba Daraghmeh della città di Tubas, nel nord-est della Cisgiordania, e che era una studentessa di letteratura inglese.